# Club Deportivo Villanueva
Maillots
Le Club Deportivo Villanueva est un club espagnol de football basé à Villanueva de Córdoba.